# Joachim Degasperi
Joachim „Jack“ Degasperi (* 20. Mai 1982 in Bozen; häufig in der Schreibung De Gasperi) ist ein italienischer Fußballspieler. Der gebürtige Südtiroler spielt auf der Position eines Stürmers.

## Karriere

### Vereine
Degasperi debütierte in der Saison 1999/2000 in der Serie D für den FC Südtirol. Anschließend wechselte er zu AS Cittadella in die Serie B, wo er elf  Jahre lang blieb und zum Publikumsliebling und Aushängeschild des Clubs wurde. Nachdem der Verein 2002 in die Serie C1 abgestiegen war, gelang ihm 2008 mit Cittadella der Wiederaufstieg.
2011 verzichtete Cittadella auf eine Vertragsverlängerung und Degasperi wechselte in der Folge zu AS Taranto Calcio in die dritte Liga. Im Januar 2012 verließ er den apulischen Club und unterschrieb einen Vertrag beim gleichklassigen Verein Bassano Virtus. 2013 kehrte er nach Südtirol zurück, um dort bei unterklassigen Vereinen seine Karriere ausklingen zu lassen.

### Nationalmannschaft
Degasperi bestritt 2001 fünf Spiele für die italienische U-20-Nationalmannschaft und erzielte dabei ein Tor.